# Luz Aurora Pimentel Anduiza
Luz Aurora Pimentel Anduiza (Ciutat de Mèxic, 23 de febrer de 1946), és una acadèmica i investigadora mexicana, de literatura. Professora emèrita de la Facultat de Filosofia i Lletres de la Universitat Nacional Autònoma de Mèxic (UNAM), les seves recerques sobre teoria literària i literatura comparada, concretament sobre la metàfora, la narrativa i la ficció, tenen rellevància al seu país i en d'altres. Va concloure la llicenciatura en Lletres Angleses per la UNAM, i va obtenir posteriorment un diploma de postgrau per la Universitat de Nottingham, un màster en literatura Anglo-Irlandesa a la Universitat de Leeds, i el doctorat en Literatura Comparada a la Universitat Harvard.

## Obres
- 1990 - Metaphoric Narration: Paranarrative Dimensions in A la recherche du temps perdu.
- 1998 - El relato en perspectiva: estudio de teoría narrativa.
- 2001 - El espacio en la ficción/ficciones espaciales: la representación del espacio en los textos narrativos (Siglo XXI-UNAM)
- 2019 - Cuadros color de tiempo. Ensayos sobre Marcel Proust. ISBN 9786078636136